# جبال السروات
جبال السروات ( وتُعرف أيضًا باسم السَّرَاة بصيغة المفرد)، هي سلسلة جبلية تقع في الجزء الغربي من شبه الجزيرة العربية، تمتد هذه السلسلة موازية للساحل الشرقي للبحر الأحمر، وتشمل جبال فيفاء، وعسير، والطائف، والحجاز (والتي يُمكن اعتبارها متضمنة لجبال مدين).
أما بالمعنى الضيق، فتبدأ جبال السروات من مدينة الطائف في المملكة العربية السعودية، وتمتد جنوبًا حتى خليج عدن، مرورًا بكامل الساحل الغربي لليمن، في المناطق التي كانت تُعرف سابقًا باسم اليمن الشمالي، ثم تمتد شرقًا إلى جزء من الأراضي التي كانت تُعرف بـاليمن الجنوبي، موازيةً بذلك لساحل خليج عدن.

## الجيولوجيا
تتكوّن جبال السروات في الغالب من صخور صلبة، رغم أن بعضها يحتوي على غطاء نباتي. وتمتاز العديد من قممها بحداثتها وخشونتها، في حين تبدو بعض القمم الأخرى أكثر نعومة نتيجة عوامل التعرية. ومع الاقتراب من الحدود اليمنية، تبدأ جبال السروات في التفرّق إلى قمم منفصلة، ويتحوّل الحجاز من منحدر صخري حاد إلى صعود تدريجي نحو الهضبة اليمنية.
في اليمن، تنقسم جبال السروات إلى المرتفعات الغربية والمرتفعات الوسطى؛ حيث تتلقى المرتفعات الغربية كميات كبيرة من الأمطار، تُعد الأعلى في شبه الجزيرة العربية، بينما تضم المرتفعات الوسطى أعلى جبال شبه الجزيرة. وتُعد جبال حراز من أبرز وأشد تضاريس السروات اليمنية درامية، حيث تتجاوز بعض قممها ارتفاع 3,000 متر (9,800 قدم)، وتتميز بانحدارات حادة ومناظر طبيعية مذهلة؛ إذ تقع بعض سفوحها على ارتفاع لا يتجاوز 500 متر (1,600 قدم) فوق مستوى سطح البحر، بينما ترتفع قممها لتصل إلى ما بين 2,800 و3,300 متر (9,200–10,800 قدم). وتقع جميع الجبال التي يتجاوز ارتفاعها 3,000 متر ضمن الأراضي اليمنية، وأعلى هذه القمم هي جبل النبي شعيب الواقع بالقرب من العاصمة صنعاء، والذي يبلغ ارتفاعه 3,666 مترًا (12,028 قدمًا)، ويُعد بذلك أعلى قمة في شبه الجزيرة العربية.
من الناحية الجيولوجية، تُعد جبال السروات جزءًا من الدرع العربي، وتتكوّن في معظمها من صخور بركانية. وتنحدر منحدراتها الغربية بشكل مفاجئ قرب ساحل البحر الأحمر، في حين تنحدر الجهة الشرقية تدريجيًا، وتتخللها الأودية التي تدعم الزراعة، لا سيما في الأجزاء الجنوبية من السلسلة حيث تواجه الجبال تأثير الرياح الموسمية. ومن بين المدن الواقعة ضمن نطاق جبال السروات العاصمة اليمنية صنعاء، القريبة من بعض أعلى قمم السلسلة.

## المرتفعات الغربية
تعتبر المرتفعات الغربية أهم ظاهرة تضاريسية في شبه الجزيرة العربية، وتمتد بمحاذاة البحر الأحمر من العقبة شمالاً حتى جنوب الجمهورية اليمنية من صنعاء جنوباً، ويبلغ طولها في المملكة العربية السعودية 1550 كيلو متر تقريباً، ويتراوح عرضها بين بضعة كيلومترات إلى 140 كيلو متر، وهي إجمالاً أكثر ارتفاعاً في الجنوب والشمال عنها في الوسط.
والمرتفعات الغربية عبارة عن جبال انكسارية سلَّمية الشكل تنحدر انحداراً شديداً نحو البحر الأحمر وتدريجياً نحو المناطق الداخلية وأعلى قمة جبلية لهذه المرتفعات الغربية في المملكة العربية السعودية هي قمة جبل السودة قرب مدينة أبها حيث يبلغ ارتفاعها 3015 متر فوق مستوى سطح البحر.
تتكون صخور هذه المرتفعات التي يعود بعضها إلى ما قبل العصر الكامبري من الصخور النارية مثل الجرانيت والبازلت، والمتحولة مثل النيس والشيست التي تمتاز بصلابتها ومقاومتها لعمليات التعرية والتي تغطيها المسكوبات البركانية (الحرات) التي تعود إلى أواخر الزمن الجيولوجي الثالث والزمن الجيولوجي الرابع، كما تغطي بطون الأودية وبعض الأحواض الواسعة فيها بالصخور الرسوبية التي تكونت لاحقاً.

## أقسام المرتفعات الغربية
المرتفعات الغربية الموجودة في المملكة العربية السعودية إلى ثلاثة أقسام هي:
1- جبال السروات
تمتد هذه الجبال من حدود المملكة مع الجمهورية اليمنية جنوباً حتى مدينة الطائف شمالاً، ويتراوح ارتفاعها بين 800 إلى 3000 متر فوق مستوى سطح البحر، وتنحدر منها نحو الغرب أودية تهامة السعودية، وتسيل منها نحو الشرق أودية كثيرة منها روافد وادي نجران ووادي حبونا وأعالي روافد وادي الدواسر مثل وادي تثليث ووادي بيشة ووادي رنية ووادي تربة.
وتقسم جبال السروات في المملكة العربية السعودية إلى اثنا عشر قسم رئيسي هي:
- سراة بني سعد عتيبة.
- سراة ثقيف: وهي السراة التي تلي سراة هذيل من الشرق وتحدها سراة بجيلة من الجنوب وسراة هذيل من الشمال والغرب
- سراة هذيل:[8] وهي السراة التي تبدا من جنوب الهدا الى جنوب جبل دكا وعقبة المحمدية في الشفا وتلي سراة ثقيف وهي متصلة كذلك بشمال الهدا الى جبال نخلة.
- سراة بني مالك بجيلة.وهي السراة التي تلي سراة ثقيف
- سراة غامد وزهران: وهي التي تلي السراة السابقة وتتصل بها.
- سراة خثعم: وهي وتقطع سراة الازد شمالًا من غامد وتتصل بسراة شمران
- سراة شمران: وهي التي تلي السراة السابقة وتتصل بسراة بلقرن
- سراة بلقرن: وهي التي تلي شمران وتتصل بسراة الحجر
- سراة الحَجْر (رجال الحجر): وتتصل بها من الناحية الجنوبية الشرقية سراة عسير.
- سراة عسير: وهي السراة الموجودة حول مدينة أبها وشرقها في سراة عبيدة.
- سراة خولان: وهي التي تلي سراة عسير وتهامة قحطان حتى تصل الحدود السعودية اليمنية وتشمل فيفا وبلغازي والعبادل وبني مالك وهروب والريث وما حولها.
- سراة بنو الحارث بن كعب: هي السراة التي تلي سراة خولان و تقع في مركز الخوبة في محافظة الحُرَّث و مديرية الظاهر في محافظة صعدة .[9]

2- جبال الحجاز

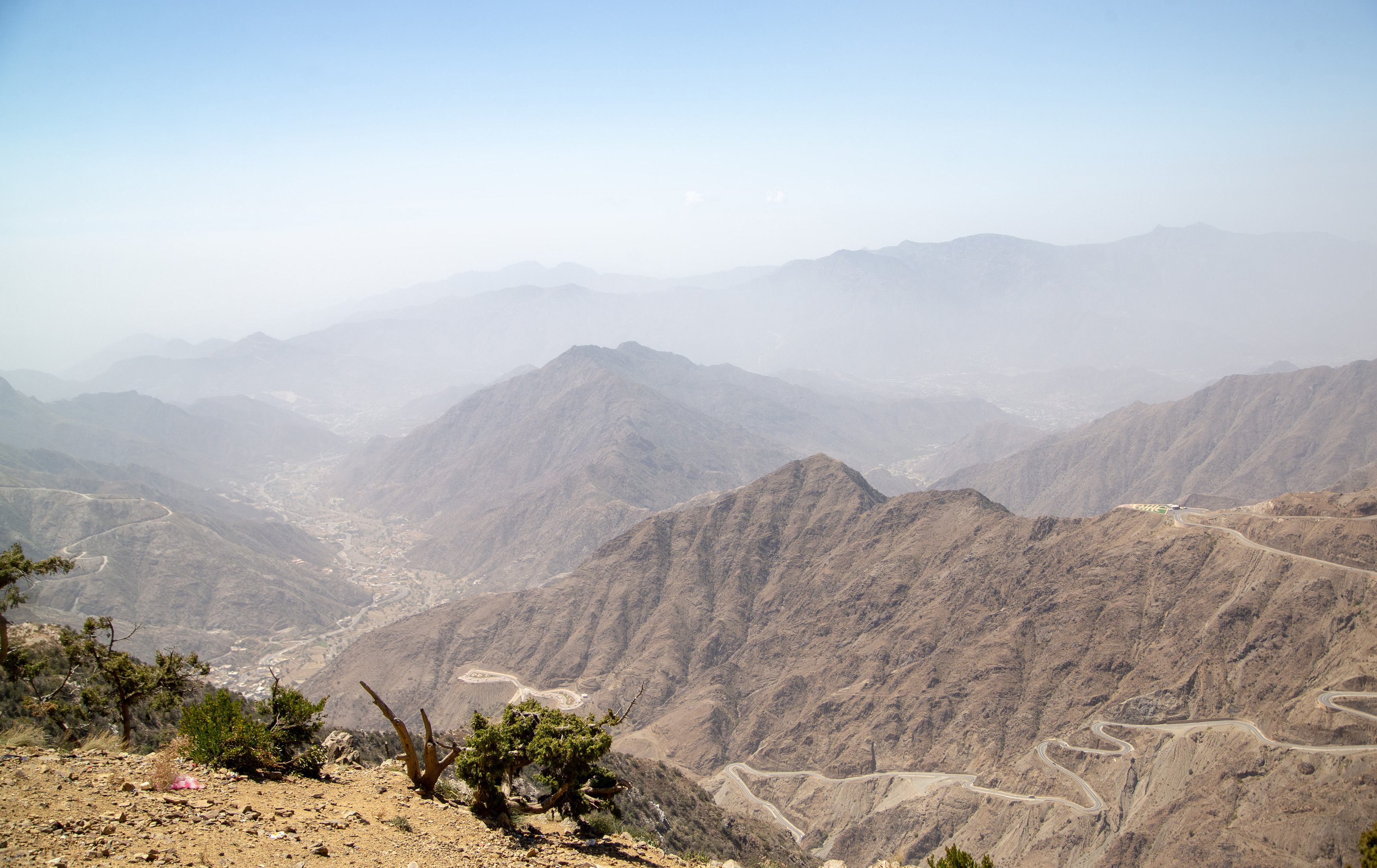
جبل السروات في الحجاز

وتمتد من شمال مكة المكرمة وتنتهي شمالاً عند دائرة العرض 28 درجة شمالاً حيث تبدأ بعدها جبال مدين، وبها مجموعات جبلية مثل جبال صُبْح وجبال رضوى وجبال الندره وشمنصير وجبل رال وماحوله، وجبل الدبغ وجبل شار. ويصرف هذه الجبال مجموعة أودية من أهمها وادي فاطمة ووادي شوان ووادي قديد ووادي القاحة ووادي الصفراء ووادي الحَمض ووادي الحِزل. كما تنحدر من حرارها الشرقية أعالي روافد وادي الرمة متجهة نحو الشرق، ويغطي سطحها حرات كثيرة أهمها حرتا الرَّحا وعويرض وحرة خيبر وحرة النار حرة لُنَيِّر وحرة كرماء وحرة رُهاط وحرة كُشُب وحرة حضن وحرة النواصف والبقوم.
3- جبال مدين
وتقع في بلاد مدين الواقعة شمال دائرة العرض 28 درجة شمالاً وهي تحتوي على مجموعة من الجبال ذات القمم العالية جداً مثل جبل قيحان الذي يصل ارتفاعه إلى 2549 متراً فوق مستوى سطح البحر، وجبل القلوم الذي يصل ارتفاعه إلى 2398 متراً فوق مستوى سطح البحر، وجبل اللوز الذي يصل ارتفاعه إلى 2401 متراً فوق مستوى سطح البحر وتهطل عليه الثلوج شتاءً. ويجري في هذه المنطقة عدد كبير من الأودية والشعاب الصغيرة ولكن أبرزها وأكبرها هو وادي عِفال.
4- جبال تهامة
تحاذي جبال الحجاز من جهة الغرب جبال تهامة والتي تقع على ارتفاع يتراوح بين 2000 إلى 3000 متر فوق مستوى سطح البحر، وهي تلال وجبال نشأت نتيجة للانكسارات السلَّمية التي صاحبت حركة انفصال شبه الجزيرة العربية عن أفريقيا ومنها جبل العريف في جازان الذي يصل ارتفاعه إلى 2632 متر فوق مستوى سطح البحر وجبل القهر 1947 متر فوق مستوى سطح البحر وجبل تربان 1746 متر فوق مستوى سطح البحر وجبل ضرم على ارتفاع 2200 متر فوق مستوى سطح البحر وجبل نيس وجبل شدا الأعلى 2202 متر فوق مستوى سطح البحر وجبل شدا الأسفل 1513 متر فوق مستوى سطح البحر وجبل الناطف 2158 متر فوق مستوى سطح البحر وجبل الطارقي في مكة المكرمة والذي يبلغ ارتفاعه 900 متر فوق مستوى سطح البحر، وجبل ضجنان بين مكة والمدينة، وجبل ثافل قرب المدينة المنورة، وجبل العرج الذي بين مكة والمدينة. وقد أشار لها النبي محمد بقوله: «لأعلمن أقواما من أمتي يأتون يوم القيامة بحسنات أمثال جبال تهامة بيضاء، فيجعلها الله هباء منثورا».

## معرض صور

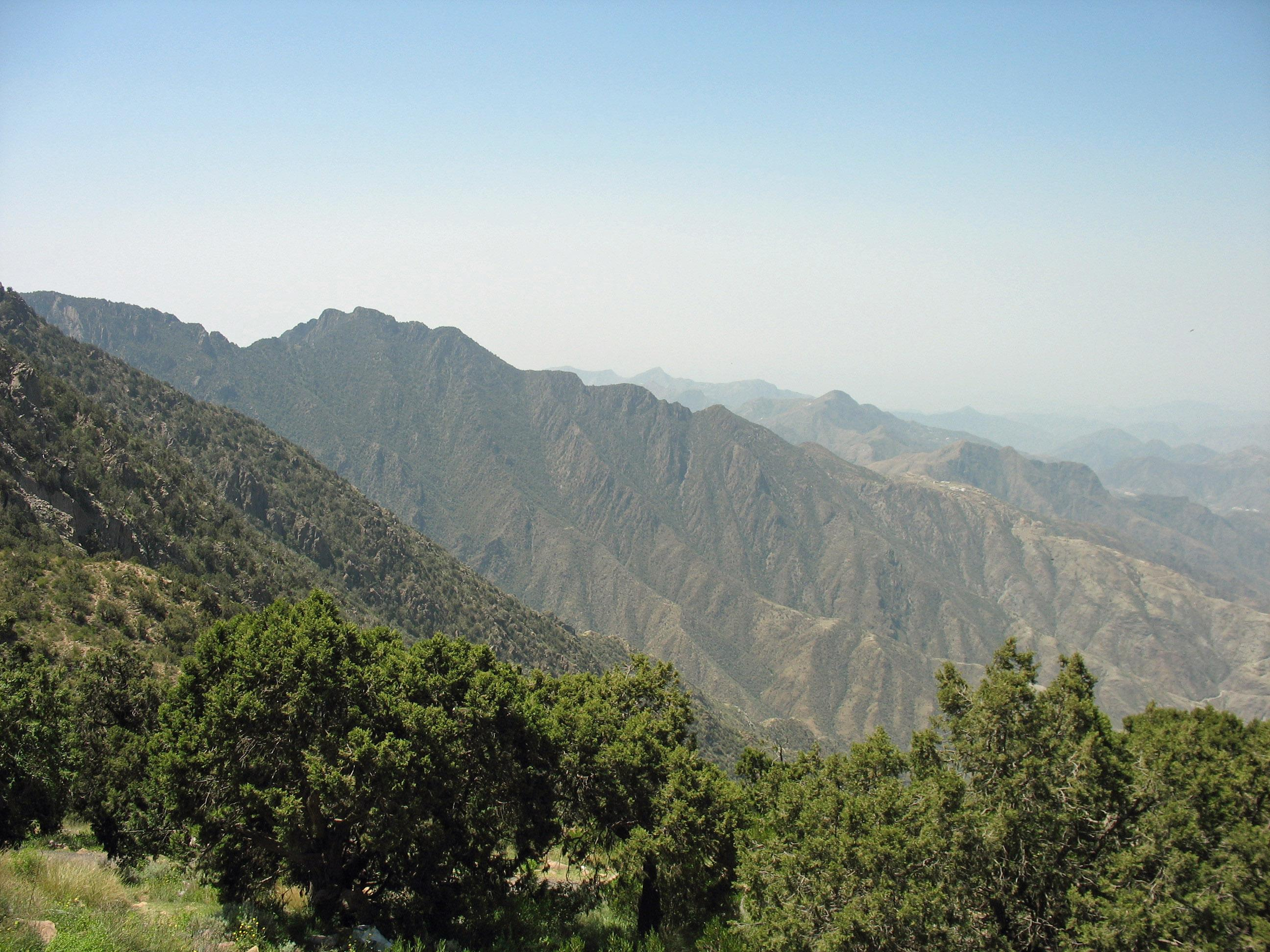
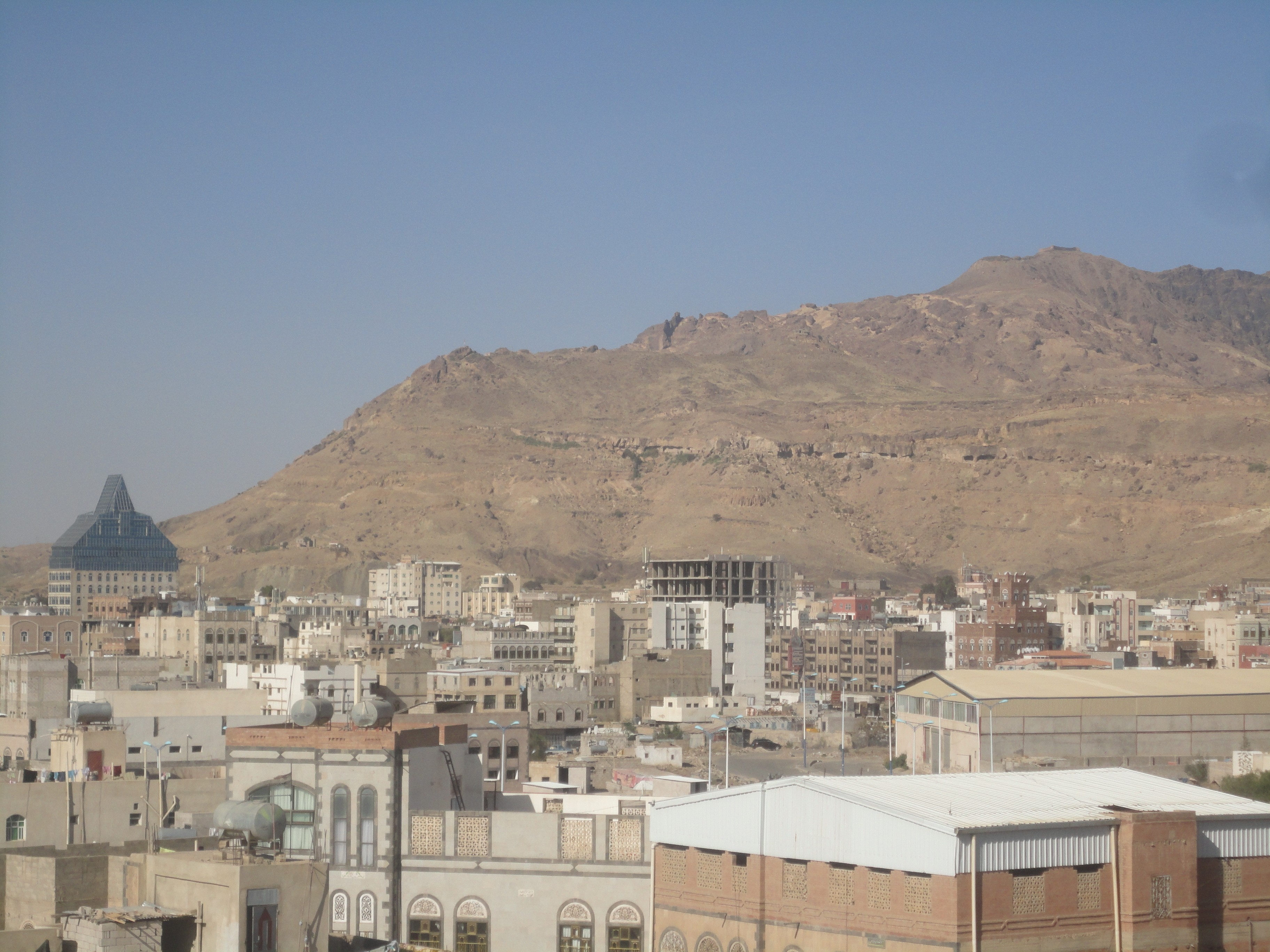
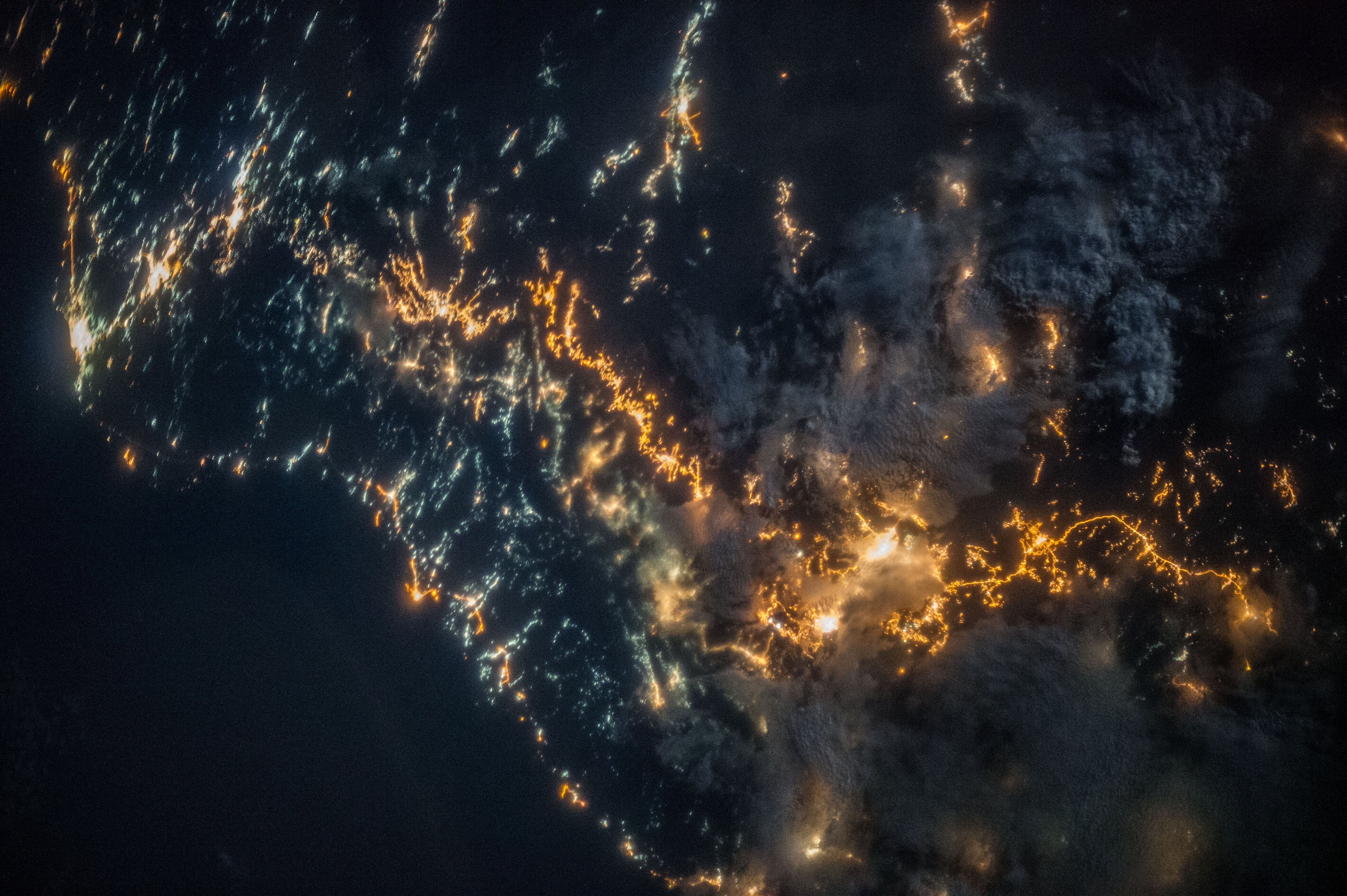
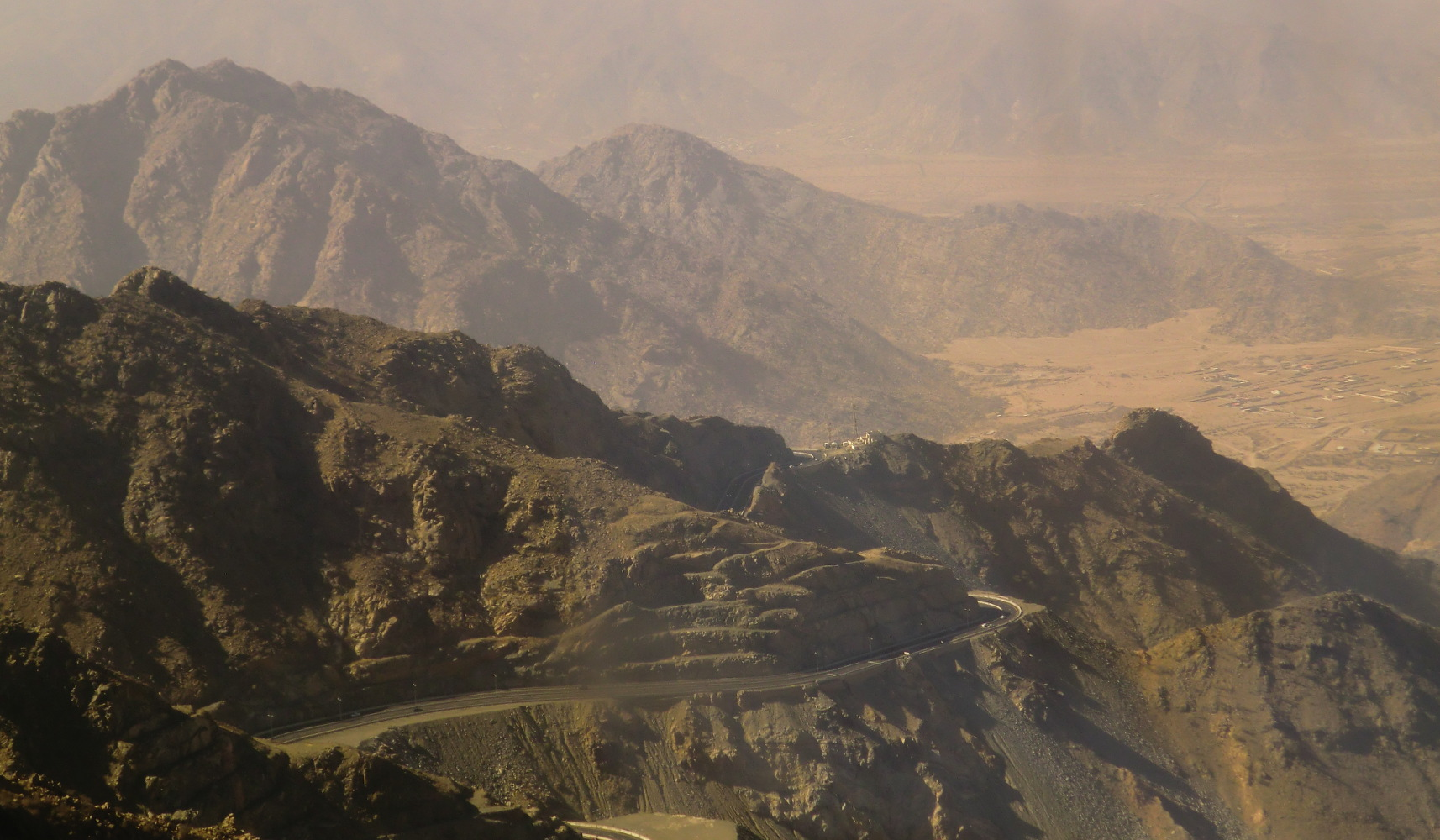
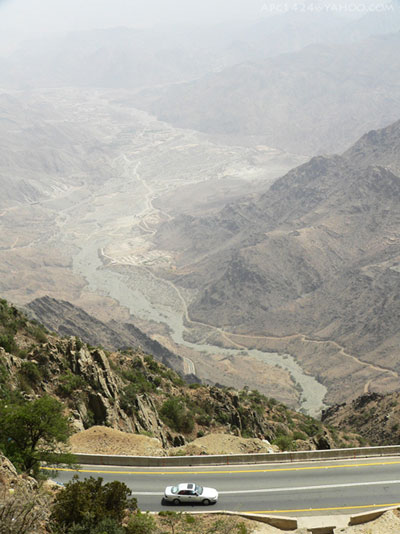

## وصلات خارجية
- الجمعية الجغرافية السعودية
- أطلس المملكة العربية السعودية